# Prorachia daria
Prorachia daria är en fjärilsart som beskrevs av Druce 1898. Prorachia daria ingår i släktet Prorachia och familjen nattflyn. Inga underarter finns listade i Catalogue of Life.